# Parafia św. Jadwigi Śląskiej w Przedmościu
Parafia św. Jadwigi Śląskiej – rzymskokatolicka parafia położona przy ulicy Dojazdowej 5 w Przedmościu (gmina Praszka). Parafia należy do dekanatu Praszka w archidiecezji częstochowskiej.

## Historia parafii
Przed ustanowieniem parafii w Przedmościu, wieś należała do parafii św. Marii Magdaleny w Ożarowie. W 1909 roku została wybudowana kaplica, w której kilka razy w ciągu roku były odprawiane msze św. przez proboszcza z Ożarowa. Staraniem mieszkańców 21 lipca 1921 roku biskup włocławski Stanisław Zdzitowiecki erygował parafię dołączając dwie miejscowości: Kozieł z parafii Ożarów i Kik z parafii Mokrsko. Pierwszym proboszczem został ksiądz Władysława Marcinkowskiego. Jednocześnie parafianie rozpoczęli budowę własnej świątyni. W 1926 roku wybudowano kościół z zakrystią, a dotychczasowa kaplica stała się częścią budowli - nawą boczną. Konsekracja miała miejsce 15 grudnia 1927 roku. Poświęcenia dokonał ks. biskup Teodor Kubina. W czasie II wojny światowej, aż do 1950 roku, parafia była pozbawiona proboszcza. W 1941 roku ówczesny proboszcz został wywieziony do obozu koncentracyjnego w Dachau a kościół parafialny ograbiono i zamieniono na spichlerz. W 1950 roku parafię objął ks. Stanisław Paras, który przez pierwsze lata duszpasterskiej działalności remontował i modernizował kościół oraz plebanię.
Od 1993 roku proboszczem parafii jest ksiądz Włodzimierz Gontek.

## Liczebność i zasięg parafii
Parafię zamieszkuje 687 osób, zasięgiem duszpasterskim obejmuje ona miejscowości:
- Przedmość,
- Kik,
- Kozieł,
- Śmiałki.

## Proboszczowie
- ks. Władysław Marcinkowski (1925–1929),
- ks. Roman Zieliński (1929–1931),
- ks. Stefan Degen (1931–1937),
- ks. Józef Bartecki (1937–1939),
- ks. Mieczysław Janecki (1939–1941),
- ks. Stanisław Rychlewski (1945–1949),
- ks. Stanisław Paras (1950–1956),
- ks. Stanisław Grzesiak (1956–1960),
- ks. Jan Kubik (1960–1963),
- ks. Tadeusz Horzelski (1963–1969),
- ks. Stanisław Dratwiński (1970–1979),
- ks. Stanisław Świątek (1979–1987),
- ks. Henryk Centkowski (1987–1993),
- ks. Włodzimierz Sylwester Gontek (od 1993)[3].

## Wspólnoty parafialne
- Parafialna Rada Duszpasterska,
- Żywy Różaniec[2].